# Заря над степью
Заря над степью (монг. «Үүрийн туяа», кн. 1-3, 1951-55 годы) — исторический роман монгольского писателя, этнографа, профессора, первого академика Монголии, лауреата Государственной премии Монголии Бямбын Ринчена.

## Сюжет
Действие исторического романа «Заря над степью» происходит в Монголии с конца XIX века до 1940-х годов. Ринчен описывает быт и культуру монгольского народа.
Он воспевает родные просторы, величие и красоту монгольских степей, созидательные силы своих земляков. Воспевает родной певучий монгольский язык и добрые нравы своих сородичей.